# 东北鼢鼠
东北鼢鼠（学名：Myospalax psilurus）为鼴形鼠科鼢鼠属的动物。分布于西伯利亚，蒙古和中国北部陕西、安徽、内蒙古、甘肃、河北、黑龙江、吉林、山东、辽宁、宁夏、河南等地，多栖息于耕地、草地。该物种的模式产地在北京南部。